# Huirangi
La ville de Huirangi est une localité de la région de Taranaki, située dans l’île du Nord de la Nouvelle-Zélande.

## Situation
La ville de Waitara siège à environ 7 kilomètres vers le nord.
Le fleuve Waitara  s’écoule vers l'est du village avec le pont suspendu de Pont suspendu de Bertrand Road (en) fournissant un accès vers l'autre côté du fleuve  , .

## Éducation
L’école de Huirangi School est une école mixte, contribuant au primaire, allant de l’année 1 à 6 avec taux de décile de 2 avec un effectif de 62 élèves.
L’école et le district célébrèrent le jubilé du centenaire en 1972.

## Résident notable
- Elsie Andrews (en)(1888–1948), enseignante et leader de la communauté